# Arnstein (Szász-Anhalt)
Arnstein település Németországban, azon belül Szász-Anhalt tartományban. Lakosainak száma 6254 fő (2023. december 31.).

## Népesség
A település népességének változása:
| Lakosok száma | 7180 | 6695 | 6616 | 6412 | 6339 | 6254 |
|               | 2014 | 2017 | 2019 | 2021 | 2022 | 2023 |